# Multiple Registration Protocol
Il protocollo di rete Multiple Registration Protocol (MRP), che ha rimpiazzato il protocollo Generic Attribute Registration Protocol (GARP) , è un generico framework di registrazione definito dallo standard IEEE 802.1ak, che è a sua volta una rettifica dello standard IEEE 802.1Q. Il protocollo MRP permette ad apparati di rete quali bridge e switch di registrare e de-registrare i valori di alcuni attributi, quali gli identificativi VLAN e l'appartenenza ad un gruppo multicast,  attraverso una rete LAN di grandi dimensioni. Il protocollo MRP opera al livello di collegamento dati.

## Storia
Il protocollo GARP fu definito dal gruppo IEEE 802.1 per fornire un framework generico in grado di permettere a bridge (o altri apparati di rete) di registrare e de-registrare i valori di alcuni attributi, come gli identificativi VLAN e l'appartenenza ad un gruppo multicast. Il protocollo GARP definisce l'architettura, le regole delle operazioni e le variabili per la registrazione e de-registrazione dei valori degli attributi. Il protocollo GARP veniva usato per due applicazioni: il GARP VLAN Registration Protocol (GVRP), per registrare il VLAN trunking tra switch multilayer (MLS), e il GARP Multicast Registration Protocol (GMRP). In entrambi i casi si trattava principalmente di un potenziamento di switch abilitati VLAN, secondo la definizione in IEEE 802.1Q.
Il protocollo MRP è stato introdotto per sostituire il protocollo GARP, tramite la rettifica IEEE 802.1ak del 2007; le due applicazioni del GARP furono conseguentemente modificate per l'utilizzo del MRP. Il protocollo GMRP è stato rimpiazzato dal Multiple MAC Registration Protocol (MMRP), mentre il protocollo GVRP è stato rimpiazzato dal Multiple VLAN Registration Protocol (MVRP).
Questo cambiamento ha fondamentalmente fatto migrare le definizioni di GARP, GVRP e GMRP nell'ambiente basato su 802.1Q, sottintendendo dunque che tali protocolli fossero già abilitati VLAN. Ciò ha anche permesso di snellire in maniera significativa il protocollo sottostante, senza bisogno di particolari modifiche delle applicazioni stesse.
Il nuovo protocollo (con le relative applicazioni) ha inoltre corretto un problema del sistema basato su GARP e GVRP, per il quale un guasto o una semplice registrazione potevano impiegare un tempo estremamente lungo per convergere su una rete di grandi dimensioni, provocando una significativa degradazione della banda.
Ci si attende che, prima o poi, dallo standard 802.1D venga definitivamente rimosso il protocollo GARP.

## Multiple MAC Registration Protocol (MMRP)
Il Multiple MAC Registration Protocol (MMRP) è un protocollo di livello 2 (Data Link Layer) per registrare indirizzi MAC di gruppo (es. multicast) su più switch. Il Multiple MAC Registration Protocol ha sostituito il protocollo GMRP basato sullo standard 802.1D; è un'applicazione MRP, definita in origine nello standard IEEE 802.1ak-2007 e successivamente inclusa nello standard 802.1Q. Lo scopo del protocollo MMRP è di permettere che il traffico multicast su reti LAN in bridge venga confinato nelle aree di rete in cui è richiesto.

## Multiple VLAN Registration Protocol (MVRP)
Il Multiple VLAN Registration Protocol (MVRP), che ha sostituito il protocollo GARP VLAN Registration Protocol (GVRP), è un protocollo di rete di livello 2 (Data Link) per la configurazione automatica delle informazioni VLAN sugli apparati switch. Tale protocollo è stato definito nella rettifica 802.1ak dello standard 802.1Q-2005.
All'interno di una rete di livello 2, il protocollo MVRP fornisce un metodo per condividere dinamicamente le informazioni VLAN e per configurare le VLAN necessarie. Per esempio, per aggiungere una porta di uno switch ad una VLAN, deve essere riconfigurata solo la porta di destinazione finale o il dispositivo di rete (abilitato VLAN) connesso alla porta dello switch; tutti i trunk e le commutazioni VLAN vengono create dinamicamente sugli altri switch abilitati al MVRP. Senza il protocollo MVRP, ci sarebbe bisogno o di una configurazione manuale delle commutazioni, o di un metodo proprietario del produttore del dispositivo.
Attraverso il protocollo MVRP, inoltre, gli elementi della VLAN dinamica verranno aggiornati nel Filtering Database. In breve, il protocollo MVRP aiuta a mantenere la configurazione della VLAN basata dinamicamente sull'attuale configurazione di rete.
Lo standard 802.1Q permette:
1. Configurazione e distribuzione dinamica delle informazioni sull'appartenenza alla VLAN, grazie al protocollo MVRP;
2. Configurazione statica delle informazioni sull'appartenenza alla VLAN, tramite meccanismi di gestione che permettono la configurazione di elementi statici di registrazione alla VLAN (Static VLAN Registration Entries);
3. Configurazione combinata statica e dinamica, in cui alcune VLAN sono configurate tramite il meccanismo di gestione, mentre per le altre si demanda al protocollo MVRP la creazione della configurazione.

Il protocollo MVRP definisce un'applicazione MRP che offre il servizio di registrazione VLAN. Il protocollo MVRP utilizza MRP Attribute Declaration (MAD) e MRP Attribute Propagation (MAP), rispettivamente per la dichiarazione e la propagazione degli attributi VLAN, che forniscono le descrizioni della macchina a stati e i meccanismi di propagazione definiti per l'utilizzo in applicazioni basate sul protocollo MRP. Il protocollo MVRP offre per ogni VLAN un meccanismo per la manutenzione dinamica dei contenuti degli elementi dinamici di registrazione alla VLAN (Dynamic VLAN Registration Entries) e per la propagazione agli altri bridge dell'informazione in essi contenuta. Tale informazione permette ai dispositivi abilitati al MVRP di impostare e aggiornare dinamicamente la loro conoscenza dell'insieme di VLAN che hanno membri attivi in quel momento, indicando anche la porta attraverso cui tali membri possono essere raggiunti.
Lo scopo principale del protocollo MVRP è di permettere agli switch di scoprire automaticamente alcune delle informazioni sulla VLAN che, altrimenti, avrebbero bisogno di essere configurate manualmente.

### Dettagli sul protocollo obsoleto GVRP
Il protocollo GARP VLAN Registration Protocol (GVRP) era essenzialmente uguale, salvo che usava i servizi dell'applicazione GARP basata sullo standard 802.1D. Il protocollo GVRP utilizzava GARP Information Declaration (GID) e GARP Information Propagation (GIP), che corrispondono ai sopra citati MAP e MAD del protocollo MRP. Il protocollo GVRP fu adottato dal rilascio originale dello standard 802.1D-1998 fino alla sua sostituzione con il protocollo MVRP; venne rimpiazzato perché i GARP non abilitati VLAN presentavano delle importanti lacune quando operavano in reti VLAN di grandi dimensioni.